# Justicia williamsii
Justicia williamsii är en akantusväxtart som beskrevs av T.F.Daniel. Justicia williamsii ingår i släktet Justicia och familjen akantusväxter. Inga underarter finns listade i Catalogue of Life.